# Ninguém Crê em Mim
Ninguém Crê em Mim é uma telenovela brasileira produzida pela extinta TV Excelsior e exibida de 4 de julho a 21 de outubro de 1966 no horário das 20 horas, totalizando 80 capítulos. Foi escrita por Lauro César Muniz e dirigida por Dionísio Azevedo.

## Trama
A história de uma jovem irrealizada no amor e à procura dos responsáveis pela morte de seu pai. Paula retorna ao Brasil para investigar a morte do empresário e o estranho e precipitado casamento da mãe com outro industrial.

## Elenco
| Ator/Atriz            | Personagem |
| --------------------- | ---------- |
| Flora Geny            | Paula      |
| Altair Lima           | Otávio     |
| Raul Cortez           | Cássio     |
| Susana Vieira         | Marisa     |
| Renato Borghi         | Tonga      |
| Maria Aparecida Alves | Iolanda    |
| Débora Duarte         | Martinha   |
| Paulo Figueiredo      | Edu        |
| Castro Gonzaga        | Sandoval   |
| Egídio Eccio          | Orestes    |
| Silvana Lopes         | Isabela    |
| Arnaldo Weiss         | Francisco  |
| David Netto           | Cláudio    |
| Fernando Baleroni     | Otávio pai |
| Clivanir Gregório     | Carmen     |
| Dinah Ribeiro         | Marieta    |
| Etty Fraser           |            |